# 北伊斯特姆 (麻薩諸塞州)
北伊斯特姆（英語：North Eastham）是位於美國麻薩諸塞州巴恩斯特布爾縣的一個普查規定居民點。

## 人口
根據2020年美國人口普查的數據，北伊斯特姆的面積為30.96平方千米，當中陸地面積為8.92平方千米，而水域面積為22.04平方千米。當地共有人口2296人，而人口密度為每平方千米74.16人。